# 斯韦勒·斯特纳森
斯韦勒·斯特纳森（挪威語：Sverre Stenersen，1926年6月18日—2005年12月17日），挪威男子越野滑雪、跳台滑雪运动员。他曾代表挪威参加1952年、1956年和1960年冬季奥林匹克运动会，获得一枚金牌和一枚铜牌。